# British Empire and Commonwealth Games 1954/Leichtathletik

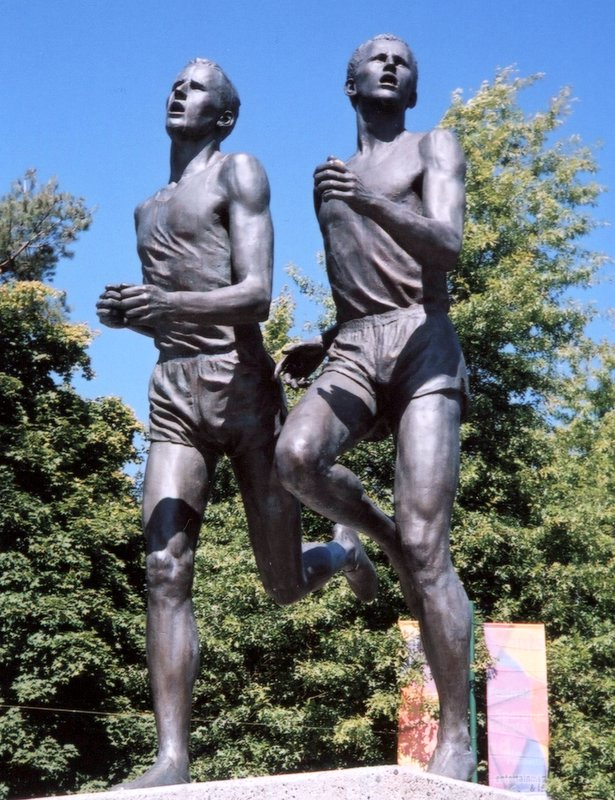
Roger Bannister überholt John Landy (rechts) im Meilenlauf, Bronzestatue in Vancouver

Bei den British Empire and Commonwealth Games 1954 in Vancouver wurden in der Leichtathletik zwischen dem 31. Juli und dem 7. August insgesamt 29 Wettbewerbe veranstaltet, davon 20 für Männer und neun für Frauen. Austragungsort war das Empire Stadium.

## Männer

### 100-Yards-Lauf
| Platz | Athlet        | Land | Zeit (s) |
| ----- | ------------- | ---- | -------- |
| 1     | Mike Agostini | TRI  | 9,6      |
| 2     | Don McFarlane | CAN  | 9,7      |
| 3     | Hector Hogan  | AUS  | 9,7      |
| 4     | Edward Ajado  | NGR  | 9,7      |
| 5     | Harry Nelson  | CAN  | 9,7      |
| 6     | Ken Jones     | WAL  | 9,8      |

Finale: 31. Juli

### 220-Yards-Lauf
| Platz | Athlet        | Land | Zeit (s) |
| ----- | ------------- | ---- | -------- |
| 1     | Don Jowett    | NZL  | 21,5     |
| 2     | Brian Shenton | ENG  | 21,5     |
| 3     | Ken Jones     | WAL  | 21,9     |
| 4     | Harry Nelson  | CAN  | 22,0     |
| 5     | Hector Hogan  | AUS  | 22,0     |
| 6     | George Ellis  | ENG  | 22,2     |

Finale: 5. August

### 440-Yards-Lauf
| Platz | Athlet        | Land | Zeit (s) |
| ----- | ------------- | ---- | -------- |
| 1     | Kevan Gosper  | AUS  | 47,2     |
| 2     | Don Jowett    | NZL  | 47,4     |
| 3     | Terry Tobacco | CAN  | 47,8     |
| 4     | Peter Fryer   | ENG  | 48,4     |
| 5     | James Rogers  | GUY  | 48,5     |
| 6     | Alan Dick     | ENG  | 48,6     |

Finale: 7. August

### 880-Yards-Lauf
| Platz | Athlet         | Land | Zeit (min) |
| ----- | -------------- | ---- | ---------- |
| 1     | Derek Johnson  | ENG  | 1:50,7     |
| 2     | Brian Hewson   | ENG  | 1:51,2     |
| 3     | Ian Boyd       | ENG  | 1:51,9     |
| 4     | Bill Baillie   | NZL  | 1:52,5     |
| 5     | Rich Ferguson  | CAN  | 1:52,7     |
| 6     | James Hamilton | SCO  | 1:52,7     |
| 7     | Bill Parnell   | CAN  | 1:53,8     |
| 8     | Doug Clement   | CAN  | 1:54,9     |

Finale: 3. August

### Meilenlauf
| Platz | Athlet          | Land | Zeit (min) |
| ----- | --------------- | ---- | ---------- |
| 1     | Roger Bannister | ENG  | 3:58,8     |
| 2     | John Landy      | AUS  | 3:59,6     |
| 3     | Rich Ferguson   | CAN  | 4:04,6     |
| 4     | Vic Milligan    | NIR  | 4:05,0     |
| 5     | Murray Halberg  | NZL  | 4:07,2     |
| 6     | Ian Boyd        | ENG  | 4:07,2     |
| 7     | Bill Baillie    | NZL  | 4:11,0     |
|       | David Law       | ENG  | DNF        |

Finale: 7. August
Als Höhepunkt der Spiele gilt dieser Wettkampf, bei dem mit Bannister und Landy die einzigen Athleten, die bis dahin unter vier Minuten geblieben waren, erstmals gegeneinander antraten. Nur Bannister konnte Landy folgen, der sich schon in der ersten Runde an die Spitze gesetzt hatte. Den dramatischen Höhepunkt erreichte das Rennen, als in der letzten Kurve Landy über seine linke Schulter zurückblickte und Bannister gleichzeitig rechts an ihm vorbeizog.

### Drei-Meilen-Lauf
| Platz | Athlet           | Land | Zeit (min) |
| ----- | ---------------- | ---- | ---------- |
| 1     | Chris Chataway   | ENG  | 13:35,2    |
| 2     | Fred Green       | ENG  | 13:37,2    |
| 3     | Frank Sando      | ENG  | 13:37,4    |
| 4     | Nyandika Maiyoro | KEN  | 13:43,8    |
| 5     | Peter Driver     | ENG  | 13:47,0    |
| 6     | Geoff Warren     | AUS  | 13:50,0    |
| 7     | Ian Binnie       | SCO  | 13:59,6    |
| 8     | Lawrence King    | NZL  | 14:03,4    |

3. August

### Sechs-Meilen-Lauf
| Platz | Athlet           | Land | Zeit (min) |
| ----- | ---------------- | ---- | ---------- |
| 1     | Peter Driver     | ENG  | 29:09,4    |
| 2     | Frank Sando      | ENG  | 29:10,0    |
| 3     | Jim Peters       | ENG  | 29:20,0    |
| 4     | Geoff Warren     | AUS  | 29:42,6    |
| 5     | Stan Cox         | ENG  | 30:11,4    |
| 6     | Ian Binnie       | SCO  | 30:15,2    |
| 7     | Lazaro Chepkwony | KEN  | 30:16,2    |
| 8     | Allan Lawrence   | AUS  | 30:18,8    |

31. Juli

### Marathon
| Platz | Athlet         | Land | Zeit (h) |
| ----- | -------------- | ---- | -------- |
| 1     | Joe McGhee     | SCO  | 2:39:36  |
| 2     | Jackie Mekler  | SAF  | 2:40:57  |
| 3     | Jan Barnard    | SAF  | 2:51:50  |
| 4     | Barry Lush     | CAN  | 2:52:48  |
| 5     | George Hillier | CAN  | 2:58:44  |
| 6     | Bob Crossen    | NIR  | 3:00:13  |

7. August
Bei schwüler Hitze erreichte der Engländer Jim Peters mit 17 Minuten Vorsprung das Stadion, konnte sich jedoch völlig dehydratisiert kaum noch auf den Beinen halten. Nachdem er elf Minuten für die erste Hälfte der Stadionrunde gebraucht hatte, brach er zusammen und wurde auf einer Trage in ein Krankenhaus gebracht. Von 16 Startern erreichten nur sechs das Ziel.

### 120-Yards-Hürdenlauf
| Platz | Athlet          | Land | Zeit (s) |
| ----- | --------------- | ---- | -------- |
| 1     | Keith Gardner   | JAM  | 14,2     |
| 2     | Chris Higham    | ENG  | 14,9     |
| 3     | Norman Williams | CAN  | 14,9     |
| 4     | Jack Parker     | ENG  | 15,0     |
| 5     | David Lean      | AUS  | 15,1     |
|       | Ken Doubleday   | AUS  | DNF      |

Finale: 5. August

### 440-Yards-Hürdenlauf
| Platz | Athlet         | Land | Zeit (s) |
| ----- | -------------- | ---- | -------- |
| 1     | David Lean     | AUS  | 52,4     |
| 2     | Harry Kane     | ENG  | 53,3     |
| 3     | Bob Shaw       | WAL  | 53,3     |
| 4     | David Fleming  | NZL  | 53,9     |
| 5     | Murray Gaziuk  | CAN  | 55,5     |
| 6     | Ken Wilmshurst | ENG  | 56,3     |

Finale: 3. August

### 4-mal-110-Yards-Staffel
| Platz | Land       | Athleten                                                    | Zeit (s) |
| ----- | ---------- | ----------------------------------------------------------- | -------- |
| 1     | Kanada     | Don Stonehouse Bruce Springbett Harry Nelson Don McFarlane  | 41,3     |
| 2     | Nigeria    | Karim Olowu Abdul Amu Edward Ajado Muslim Aremu Arogundade  | 41,3     |
| 3     | Australien | Hector Hogan Brian Oliver Kevan Gosper David Lean           | 41,7     |
| 4     | England    | George Ellis Kenneth Box Brian Shenton Alan Lillington      | 41,9     |
| 5     | Pakistan   | Muhammad Aslam Abdul Aziz Muhammad Sharif Butt Abdul Khaliq | 42,0     |
| 6     | Jamaika    | Leslie Laing Keith Gardner Frank Hall Ronald Horsham        |          |

### 4-mal-440-Yards-Staffel
| Platz | Land       | Athleten                                                     | Zeit (min) |
| ----- | ---------- | ------------------------------------------------------------ | ---------- |
| 1     | England    | Peter Higgins Alan Dick Peter Fryer Derek Johnson            | 3:11,2     |
| 2     | Kanada     | Laird Sloan Doug Clement Joe Foreman Terry Tobacco           | 3:11,6     |
| 3     | Australien | Brian Oliver Don MacMillan David Lean Kevan Gosper           | 3:16,0     |
| 4     | Kenia      | Kibet Boit Arap Kiptalam Keter Korigo Barno Musembi Mbathi   | 3:17,6     |
| 5     | Goldküste  | John Quartey Edward Nyarko Henry Ofori-Nyarko Richard Ampadu | 3:18,6     |
| 6     | Jamaika    | Louis Gooden Richard Estick Keith Gardner Leslie Laing       | 3:19,0     |

### Hochsprung
| Platz | Athlet            | Land | Höhe (m) |
| ----- | ----------------- | ---- | -------- |
| 1     | Emmanuel Ifeajuna | NGR  | 2,03     |
| 2     | Patrick Etolu     | UGA  | 1,99     |
| 3     | Nafiu Osagie      | NGR  | 1,99     |
| 4     | Peter Wells       | NZL  | 1,95     |
| 5     | Doug Stuart       | AUS  | 1,93     |
| 6     | John Vernon       | AUS  | 1,93     |
| 7     | Derek Cox         | ENG  | 1,88     |
| 8     | Kiprono Maritim   | KEN  | 1,88     |

31. Juli

### Stabhochsprung
| Platz | Athlet          | Land | Höhe (m) |
| ----- | --------------- | ---- | -------- |
| 1     | Geoff Elliott   | ENG  | 4,26     |
| 2     | Ron Miller      | CAN  | 4,20     |
| 3     | Andries Burger  | SAF  | 4,13     |
| 4     | Bob Adams       | CAN  | 3,96     |
| 5     | Mervyn Richards | NZL  | 3,96     |
| 6     | Orland Anderson | CAN  | 3,96     |
| 7     | Bruce Peever    | AUS  | 3,81     |
| 8     | Peter Denton    | AUS  | 3,81     |

7. August

### Weitsprung
| Platz | Athlet            | Land | Weite (m) |
| ----- | ----------------- | ---- | --------- |
| 1     | Ken Wilmshurst    | ENG  | 7,54      |
| 2     | Karim Olowu       | NGR  | 7,39      |
| 3     | Sylvanus Williams | NGR  | 7,22      |
| 4     | Derek Cox         | ENG  | 7,21      |
| 5     | Hector Hogan      | AUS  | 7,06      |
| 6     | Alfred Brown      | RHO  | 7,05      |
| 7     | Benjamin Laryea   | GCO  | 6,76      |
| 8     | Graham Turnbull   | CAN  | 6,74      |

5. August

### Dreisprung
| Platz | Athlet            | Land | Weite (m) |
| ----- | ----------------- | ---- | --------- |
| 1     | Ken Wilmshurst    | ENG  | 15,28     |
| 2     | Peter Esiri       | NGR  | 15,25     |
| 3     | Brian Oliver      | AUS  | 15,14     |
| 4     | George Armah      | GCO  | 14,41     |
| 5     | Robert McLaughlin | CAN  | 14,34     |
| 6     | Lawrence Ogwang   | UGA  | 14,13     |
| 7     | Jack Smyth        | CAN  | 13,56     |
| 8     | Vic Cassis        | CAN  | 13,28     |

3. August

### Kugelstoßen
| Platz | Athlet               | Land | Weite (m) |
| ----- | -------------------- | ---- | --------- |
| 1     | John Savidge         | ENG  | 16,77     |
| 2     | John Pavelich        | CAN  | 14,95     |
| 3     | Stephanus du Plessis | SAF  | 14,93     |
| 4     | Stan Raike           | CAN  | 14,67     |
| 5     | Lionel Whitman       | CAN  | 14,54     |
| 6     | Mark Pharaoh         | ENG  | 14,27     |
| 7     | Parduman Singh Brar  | IND  | 13,88     |
| 8     | Geoff Elliott        | ENG  | 13,75     |

5. August

### Diskuswurf
| Platz | Athlet               | Land | Weite (m) |
| ----- | -------------------- | ---- | --------- |
| 1     | Stephanus du Plessis | SAF  | 51,70     |
| 2     | Roy Pella            | CAN  | 49,53     |
| 3     | Mark Pharaoh         | ENG  | 47,84     |
| 4     | Stan Raike           | CAN  | 45,72     |
| 5     | Hywel Williams       | WAL  | 45,19     |
| 6     | Ken Swalwell         | CAN  | 44,85     |
| 7     | Svein Sigfusson      | CAN  | 43,63     |
| 8     | Mesulame Rakuro      | FIJ  | 42,71     |

3. August

### Hammerwurf
| Platz | Athlet         | Land | Weite (m) |
| ----- | -------------- | ---- | --------- |
| 1     | Muhammad Iqbal | PAK  | 55,37     |
| 2     | Vic Dreyer     | SAF  | 54,75     |
| 3     | Ewan Douglas   | SCO  | 52,81     |
| 4     | Don Anthony    | ENG  | 52,19     |
| 5     | Peter Allday   | ENG  | 51,92     |
| 6     | Alex Valentine | SCO  | 51,53     |
| 7     | Jim Lally      | NIR  | 47,88     |
| 8     | Max Carr       | NZL  | 47,85     |

Finale: 7. August

### Speerwurf
| Platz | Athlet         | Land | Weite (m) |
| ----- | -------------- | ---- | --------- |
| 1     | James Achurch  | AUS  | 68,52     |
| 2     | Muhammad Nawaz | PAK  | 68,09     |
| 3     | Jalal Khan     | PAK  | 67,50     |
| 4     | Dennis Tucker  | ENG  | 66,02     |
| 5     | John Veitch    | SAF  | 62,33     |
| 6     | Maboria Tesot  | KEN  | 61,89     |
| 7     | Kevin Flanagan | NIR  | 61,67     |
| 8     | William Liga   | FIJ  | 60,86     |

5. August

## Frauen

### 100-Yards-Lauf
| Platz | Athletin                | Land | Zeit (s) |
| ----- | ----------------------- | ---- | -------- |
| 1     | Marjorie Jackson-Nelson | AUS  | 10,7     |
| 2     | Winsome Cripps          | AUS  | 10,8     |
| 3     | Edna Maskell            | NRH  | 10,8     |
| 4     | Anne Pashley            | ENG  | 10,9     |
| 5     | Geraldine Bemister      | CAN  | 10,9     |
| 6     | Heather Armitage        | ENG  | 11,0     |

Finale: 31. Juli

### 220-Yards-Lauf
| Platz | Athletin                | Land | Zeit (s) |
| ----- | ----------------------- | ---- | -------- |
| 1     | Marjorie Jackson-Nelson | AUS  | 24,0     |
| 2     | Winsome Cripps          | AUS  | 24,5     |
| 3     | Shirley Hampton         | ENG  | 25,0     |
| 4     | Ann Johnson             | ENG  | 25,2     |
| 5     | Heather Armitage        | ENG  | 25,3     |
| 6     | Geraldine Bemister      | CAN  | 25,5     |

Finale: 5. August

### 80-Meter-Hürdenlauf
| Platz | Athletin        | Land | Zeit (s) |
| ----- | --------------- | ---- | -------- |
| 1     | Edna Maskell    | NRH  | 10,9     |
| 2     | Gwen Hobbins    | CAN  | 11,2     |
| 3     | Jean Desforges  | ENG  | 11,2     |
| 4     | Pam Seaborne    | ENG  | 11,3     |
| 5     | Shirley Eckel   | CAN  | 11,3     |
| 6     | Yvette Williams | NZL  | 11,4     |

Finale: 5. August
Wegen übermäßiger Windunterstützung wurde die Siegerzeit von Edna Maskell nicht als Weltrekord anerkannt.

### 4-mal-110-Yards-Staffel
| Platz | Land       | Athletinnen                                                       | Zeit (s) |
| ----- | ---------- | ----------------------------------------------------------------- | -------- |
| 1     | Australien | Gwen Wallace Winsome Cripps Nancy Fogarty Marjorie Jackson-Nelson | 46,8     |
| 2     | England    | Anne Pashley Heather Armitage Shirley Burgess Shirley Hampton     | 46,9     |
| 3     | Kanada     | Margery Squires Dorothy Kozak Annabelle Murray Geraldine Bemister | 47,8     |

### Hochsprung
| Platz | Athletin        | Land | Höhe (m) |
| ----- | --------------- | ---- | -------- |
| 1     | Thelma Hopkins  | NIR  | 1,67     |
| 2     | Dorothy Tyler   | ENG  | 1,60     |
| 3     | Alice Whitty    | CAN  | 1,60     |
| 4     | Sheila Lerwill  | ENG  | 1,57     |
| 5     | Carol Bernoth   | AUS  | 1,55     |
| 5     | Noeline Swinton | NZL  | 1,55     |
| 7     | Ruth Hendron    | CAN  | 1,47     |
| 8     | Heather Walker  | CAN  | 1,47     |

3. August

### Weitsprung
| Platz | Athletin         | Land | Weite (m) |
| ----- | ---------------- | ---- | --------- |
| 1     | Yvette Williams  | NZL  | 6,08      |
| 2     | Thelma Hopkins   | NIR  | 5,84      |
| 3     | Jean Desforges   | ENG  | 5,84      |
| 4     | Rosella Thorne   | CAN  | 5,44      |
| 5     | Ann Johnson      | ENG  | 5,42      |
| 6     | Annabelle Murray | CAN  | 5,40      |
| 7     | Gwen Wallace     | AUS  | 5,30      |
| 8     | Margery Squires  | CAN  | 5,30      |

7. August

### Kugelstoßen
| Platz | Athletin               | Land | Weite (m) |
| ----- | ---------------------- | ---- | --------- |
| 1     | Yvette Williams        | NZL  | 13,96     |
| 2     | Jackie MacDonald       | CAN  | 12,98     |
| 3     | Magdalena Swanepoel    | SAF  | 12,81     |
| 4     | Val Lawrence           | AUS  | 12,31     |
| 5     | Pearl Thornhill-Fisher | NRH  | 12,30     |
| 6     | Suzanne Allday         | ENG  | 11,96     |
| 7     | Mary Lawrence          | CAN  | 10,41     |
| 8     | Heather Walker         | CAN  | 09,32     |

31. Juli

### Diskuswurf
| Platz | Athletin        | Land | Weite (m) |
| ----- | --------------- | ---- | --------- |
| 1     | Yvette Williams | NZL  | 45,01     |
| 2     | Suzanne Allday  | ENG  | 40,02     |
| 3     | Marie Dupree    | CAN  | 38,66     |
| 4     | Helen Metchuk   | CAN  | 36,53     |
| 5     | Val Lawrence    | AUS  | 31,85     |
| 6     | Shirley Couzens | CAN  | 28,00     |

7. August

### Speerwurf
| Platz | Athletin               | Land | Weite (m) |
| ----- | ---------------------- | ---- | --------- |
| 1     | Magdalena Swanepoel    | SAF  | 43,83     |
| 2     | Pearl Thornhill-Fisher | NRH  | 41,97     |
| 3     | Shirley Couzens        | CAN  | 38,98     |
| 4     | Mary Lawrence          | CAN  | 35,18     |
| 5     | Dorothy Tyler          | ENG  | 32,93     |
| 6     | Suzanne Allday         | ENG  | 28,29     |

5. August